# Carl Bergö
Carl Johan Bergö, född den 16 augusti 1868 i Köpings församling, Kalmar län, död den 16 januari 1934 i Stockholm, var en svensk präst.
Bergö avlade teoretisk teologisk examen vid Uppsala universitet 1891 och folkskollärarexamen samma år. Han var vice pastor i Solna församling 1903. Bergö blev förste lärare vid frimurarbarnhuset på Kristineberg 1894 och var föreståndare där 1904–1932. Han blev regementspastor vid Svea artilleriregemente 1908 och vid Svea livgarde 1917. Bergö var kaplan vid Kunglig Majestäts orden 1909–1913. Han blev extra ordinarie hovpredikant 1923 och ordinarie 1927. Bergö blev ledamot av Vasaorden 1914, riddare av Carl XIII:s orden 1915 och ledamot av Nordstjärneorden 1923. Han vilar på Spånga kyrkogård.